# 제60공수야전병원
제60공수야전병원(60th Parachute Field Ambulance)은 6·25 전쟁 당시 활약한 인도 육군의 의무부대이다.

## 역사
1950년 11월 20일 A. G. 란가라지 중령이 지휘하는 의사 15명 (일반의사 8명, 외과의사 4명, 마취의사 2명, 치과의사 1명), 행정관 1명, 보급관 1명, 위생병 329명으로 구성된 인도 육군의 제60공수야전의무대 부대원들이 부산에 도착했다.
1950년 12월 4일 평양에 투입되어 본격적인 활동을 시작하였고 이 의무대는 인도군 공수사단 소속 부대로 공수작전도 가능한 부대였기에 이 점을 살려 1951년 3월 23일, 문산 공수작전 시에 미국 제187연대전투단과 함께 강하하여 지원했다.
제60공수야전병원은 둘로 나뉘어 1개 부대는 영연방 제27보병여단에 배속되어 영국군을 직접 지원했고, 나머지 1개 부대는 대구에 주둔하며 대한민국 육군병원과 민간인 치료를 지원했다. 영연방 여단에 배속된 인도군 의무대는 1951년 7월 28일에 영연방군을 통합한 영연방 사단이 창설되자 그대로 사단 야전병원을 운영하였다.. 전쟁 말기, 포로송환감시단으로 인도군이 파견되자, 인도군 포로송환감시단에 통합되어 포로 송환 업무를 지원했고, 1954년에 2월 23일에 인도군 포로송환감시단과 함께 완전히 철수하였다.

## 같이 보기
- 6.25 전쟁 의료지원단 파견 국가
- 6.25 전쟁 유엔군 파병 국가

## 참고 문헌
- The History of the UN Forces in the Korean War-2 (Australia, Canada, India, New Zealand, United Kingdom) - ROK Ministry of National Defense Institute for Military History, 1981 (E-BOOK) 보관됨 2023-07-09 - 웨이백 머신
- The History of the UN Forces in the Korean War-2 (Australia, Canada, India, New Zealand, United Kingdom) - ROK Ministry of National Defense Institute for Military History, 1981 (PDF) 보관됨 2023-06-05 - 웨이백 머신
- The History of the UN Forces in the Korean War-6 (Summary) - ROK Ministry of National Defense Institute for Military History, 1977 (E-BOOK) 보관됨 2023-07-09 - 웨이백 머신
- The History of the UN Forces in the Korean War-6 (Summary) - ROK Ministry of National Defense Institute for Military History, 1977 (PDF) 보관됨 2023-06-28 - 웨이백 머신